# Ponzano Veneto
Ponzano Veneto är en kommun i provinsen Treviso i regionen Veneto i Italien. Kommunen hade 12 882 invånare (2018).